# Grzegorzowice (województwo śląskie)

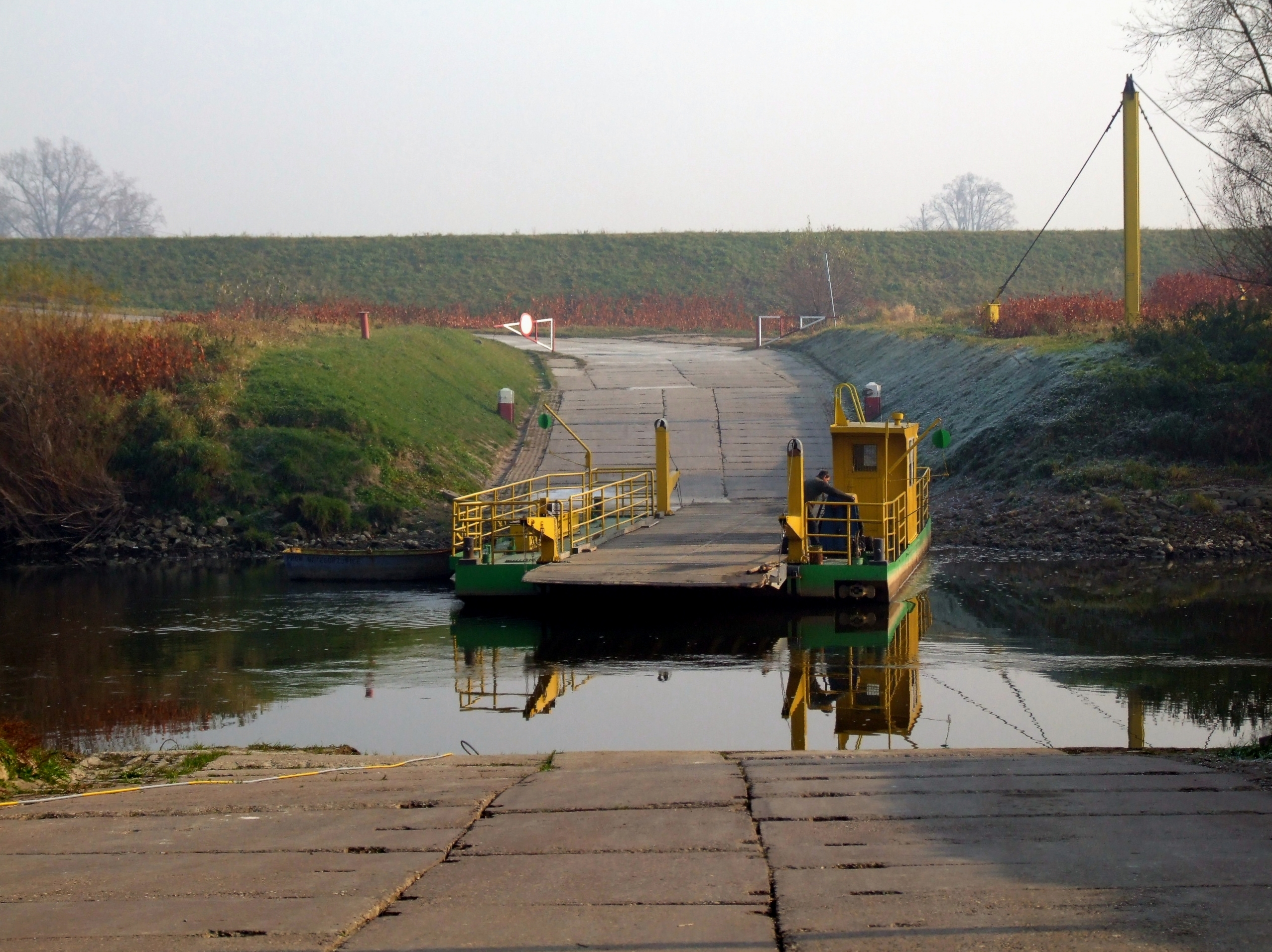
Prom na Odrze między Grzegorzowicami a Ciechowicami

Grzegorzowice (niem. Gregorsdorf) – wieś w Polsce położona w województwie śląskim, w powiecie raciborskim, w gminie Rudnik.
Miejscowość jest położona w północno-wschodniej części gminy. Wieś ma powierzchnię 5 km² oraz ponad sześciuset mieszkańców. W miejscowości znajduje się największa szkoła gminy – ZSO Grzegorzowice.
W latach 1954–1957 wieś należała i była siedzibą władz gromady Grzegorzowice, po jej zniesieniu w gromadzie Łubowice. W latach 1975–1998 miejscowość administracyjnie należała do województwa katowickiego.
Wieś nosiła niemiecką nazwę Gregorowitz, a od 1914 do 1945 roku – Gregorsdorf. Nazwa wsi pochodzi prawdopodobnie od imienia założyciela wsi – Grzegorza. Grzegorzowice należą do parafii Narodzenia Najświętszej Maryi Panny w Łubowicach. Wieś powstała z połączenia Ganiowic, osady Gacki oraz dawnych, mniejszych Grzegorzowic po I wojnie światowej.
Pomiędzy Grzegorzowicami i Ciechowicami działa przeprawa promowa na Odrze. Do 1945 znajdował się tutaj most – resztki konstrukcji wysadzonej przez Wehrmacht znajdują się po obu stronach rzeki.

## Nazwa
Nazwa Grzegorzowice pochodzi od domniemanego założyciela wsi – Grzegorza. W średniowieczu, w XV wieku określano miejscowość jako Gregorowitz. Do 1945 roku obowiązywała niemiecka nazwa wsi Gregorsdorf. Po II wojnie światowej spolonizowano nazwę na Grzegorzowice.

## Części wsi
| SIMC    | Nazwa | Rodzaj  |
| ------- | ----- | ------- |
| 0220836 | Gacki | kolonia |

## Historia

### Grzegorzowice
Grzegorzowice składały się dawniej z trzech części: gminy Grzegorzowice, dóbr Grzegorzowice Książęce i folwarku Grzegorzowice Sławikowskie. Na początku XV w. notowany jest spór między proboszczem raciborskim, a właścicielami Grzegorzowic i Sławikowa o drogę prowadzącą na proboszczowskie łąki. W datowanym na 1405 r. dokumencie dla kolegiaty raciborskiej wieś jest wzmiankowana jako Gregorowitz. W połowie XV wieku miejscowy folwark, zwany później książęcym, był w posiadaniu rodziny Hossek von Gregorowitz. 12 lutego 1467 roku Machna, córka Wacława Hossek, ofiarowała go raciborskiemu kościołowi kolegiackiemu. Proboszcz tej świątyni otrzymywał z Grzegorzowic czynsze i dziesięciny z pól ornych. Pod koniec XVII wieku kapituła powiększyła swój tutejszy stan posiadania, kupując za kwotę 6600 talarów majątki ziemskie Wacława Raschutz von Szczibritz, właściciela obecnych Szczerbic w gminie Gaszowice, w powiecie rybnickim. Folwark miał dwa ogrody owocowe, trzy sadzawki i dużą powierzchnię lasów. Młyn wodny nad Łęgoniem dawał kanonikom sześć talarów rocznego czynszu i dwadzieścia cztery szefle ziarna. Pod datą 16 lipca 1698 roku odnotowano umowę dzierżawy przez kapitułę grzegorzowickiej gospody wraz z przynależną jej rolą oraz prawem palenia i handlu gorzałką. Transakcja opiewała na kwotę 60 talarów. Nabywca był zobowiązany płacić kapitule 18 talarów rocznego czynszu. W 1809 roku kanonicy sprzedali korzystnie część swojego grzegorzowickiego folwarku, spłacając uzyskanymi z transakcji ponad 3,33 tysiącami talarów, francuskie kontrybucje wojenne oraz długi zaciągnięte na świadczenia wojenne. Na sprzedaż wystawiono wówczas pięćdziesiąt mórg roli. Po sekularyzacji kolegiaty pozostała część folwarku weszła w skład dóbr zamkowych. Część sławikowska do 1451 roku była własnością rodziny Zygrod. Następnie, do 1531 roku należała do Mikołaja Holy z Ponięcic. Potem nabył ją Mikołaj Szeliga. Kolejnymi posiadaczami byli właściciele Ganiowic. 8 marca 1619 roku baron Fryderyk von Oppersdorf sprzedał część Sławikowa i Grzegorzowic Henrykowi Stolzowi z Gostomii. W 1649 roku dobra te kupił hrabia Jan Bernard von Praschma. Od 1701 roku były własnością rodziny Trach. W 1731 roku jego żona sprzedała majątek mieszkającemu w Wiedniu Fryderykowi Grzegorzowi von Lautensak. Od 1761 r. do 1772 r. właścicielem Grzegorzowic był Jan von Drechsler. 23 maja 1795 roku wieś kupił hrabia Adolf von Eichendorff z Łubowic. W 1804 r. dobra te pozyskał Rudolf von Seidlitz. W 1835 roku przejęli je Eickstedowie. Ostatnim właścicielem wsi był Rudolf von Eicksted.

### Ganiowice
Już od 1339 roku część wioski należała do kościoła WNMP w Raciborzu, płacąc tamtejszemu proboszczowi 8,5 marki czynszu. W 1364 roku jako proboszcz miejski wzmiankowany jest Jan Dzecko. Przysłużył się księciu Mikołajowi i księstwu, szczególnie w Rzymie, gdzie uzyskał dyspensę papieża Urbana V na poślubienie przez władcę trzeciej z kolei żony – Jutty z Niemodlina. Książę zwolnił za to od wszystkich danin i świadczeń kmieci z Ganiowic. Odnośny dokument wystawiono 30 listopada 1364 roku w dzień św. Andrzeja. Władca wzmiankował w nim villis Ganowicz, czyli wieś Ganiowice. W 1416 roku, kiedy przy świątyni farnej w Raciborzu została utworzona kapituła kolegiacka, z woli księcia Jana II Żelaznego całość Ganiowic znalazła się w posiadaniu kanoników. W 1661 roku jako właściciel ganiowickiego folwarku notowany jest Paweł Wraniński. Po jego śmierci w 1574 roku, przez cztery lata folwarkiem zarządzała wdowa po nim – Dorota. W 1578 roku Mikołaj Wraniński sprzedał rodzinny majątek szlachetnie urodzonemu Maciejowi Grabowowi. W 1594 roku Ganiowice przejął starosta krajowy von Oppersdorf. W 1648 roku majątek znów znalazł się w rękach Wranińskich. W 1682 roku zmarł przedstawiciel tego rodu, pozostawiając małoletnie dzieci. Z tego względu zamierzano wystawić folwark na licytację. Jako główny pretendent do jego objęcia wystąpiła raciborska kolegiata, w której posiadaniu znajdowała się wioska. Kanonicy wystosowali prośbę do cesarza, by ten w pierwszej kolejności złożył im ofertę zakupu. Kapitułę poparł biskup wrocławski, informując cesarskich urzędników, że dochody kościoła kolegiackiego zubożały z powodu utraty czynszów z Gliwic. Do Wiednia wysłano proboszcza łubowickiego, księdza Wilhelma von Tracha. 5 października 1695 roku transakcja została sfinalizowana. W rękach kolegiaty majątek ten pozostał do 1810 roku, kiedy to na mocy edyktu króla pruskiego dobra kościelne zostały przejęte przez państwo. W 1811 roku Ganiowice stały się własnością rządu pruskiego, a potem weszły w skład dóbr zamku raciborskiego, które z czasem przejęła rodzina książąt von Ratibor. Zarządzali tym majątkiem do 1945 roku. Po I wojnie światowej miejscowość została włączona do wsi Grzegorzowice.

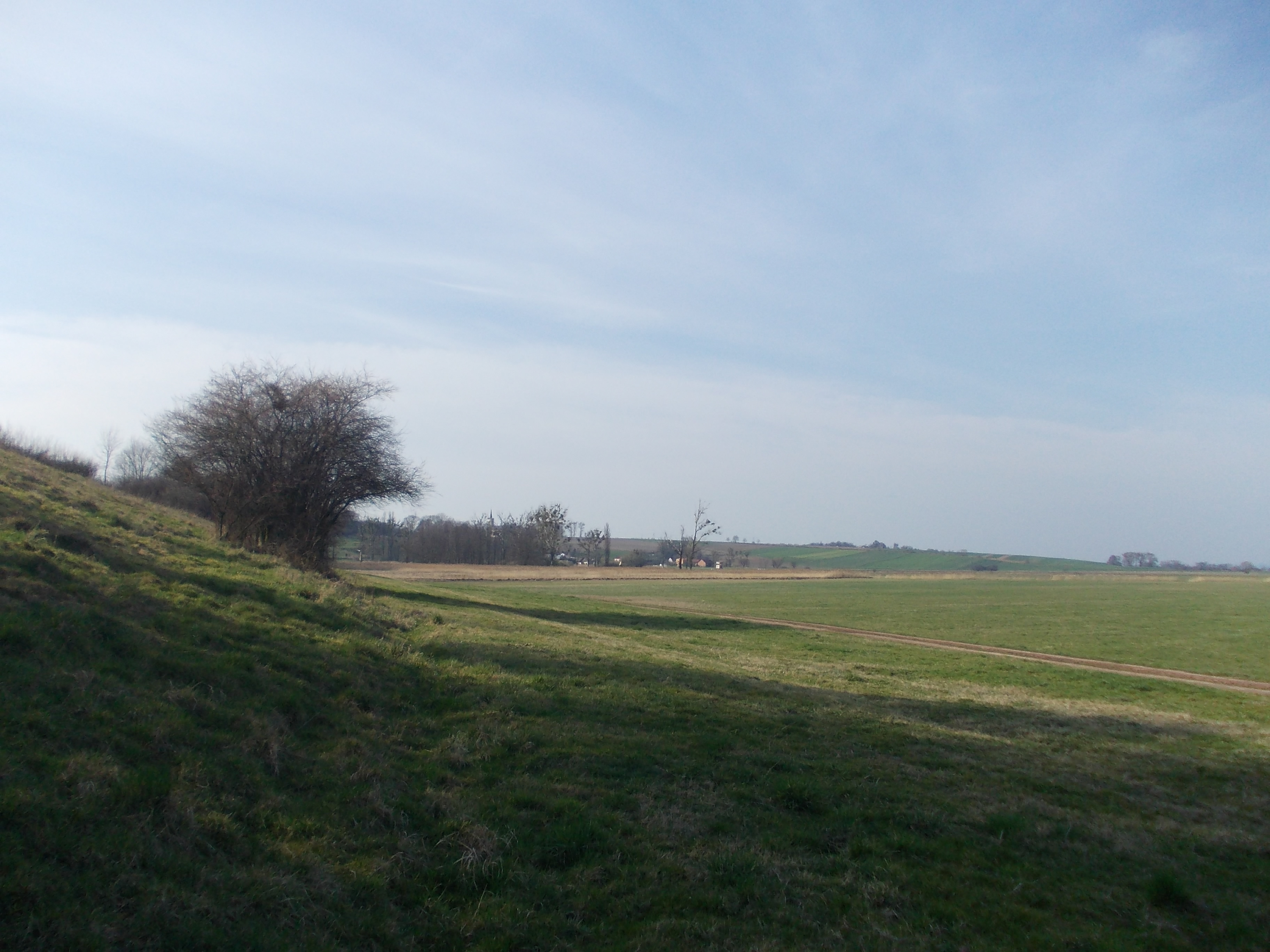
Widok łąk grzegorzowickich. W tle widok Sławikowa

### Gacki
Osada Gacki składała się tylko z kilku gospodarstw i położona była niedaleko wsi Ganiowice. Wiadomo, że znajdował tu się młyn, bowiem źródła podają, że przed 1725 r. w wyniku powodzi został zniszczony, a następnie odbudowany. Podczas odbudowy młyna wzniesiona została gospoda, w której rocznie sprzedawano czternaście achteli piwa oraz pół wiadra wódki. Źródła także podają liczbę osób zamieszkujących osadę w tych czasach, a było to siedmiu gospodarzy, dwóch zagrodników i czterech chałupników. Pod koniec XVIII wieku z folwarku i osady utworzono jeden obwód dominialny, który dzierżawił pan o nazwisku Stokłosa. Dodatkowo kanonicy raciborscy otrzymywali z tych ziem dwadzieścia jeden szefli zboża, a wikarzy i słudzy kościelni sześć i pół. Stokłosa natomiast płacił opłatę z dzierżawy w wysokości 1270 guldenów, z czego 980 guldenów wędrowało do króla pruskiego. Pod koniec XIX wieku miejscowość była kolonią wsi Ganiowice. Po I wojnie światowej osada została przyłączona do wsi Grzegorzowice.

### Połączenie miejscowości
Wszystkie trzy wioski zostały połączone po I wojnie światowej. Utworzono w ten sposób Grzegorzowice jakie istnieją do dziś.

### Mosty w Grzegorzowicach

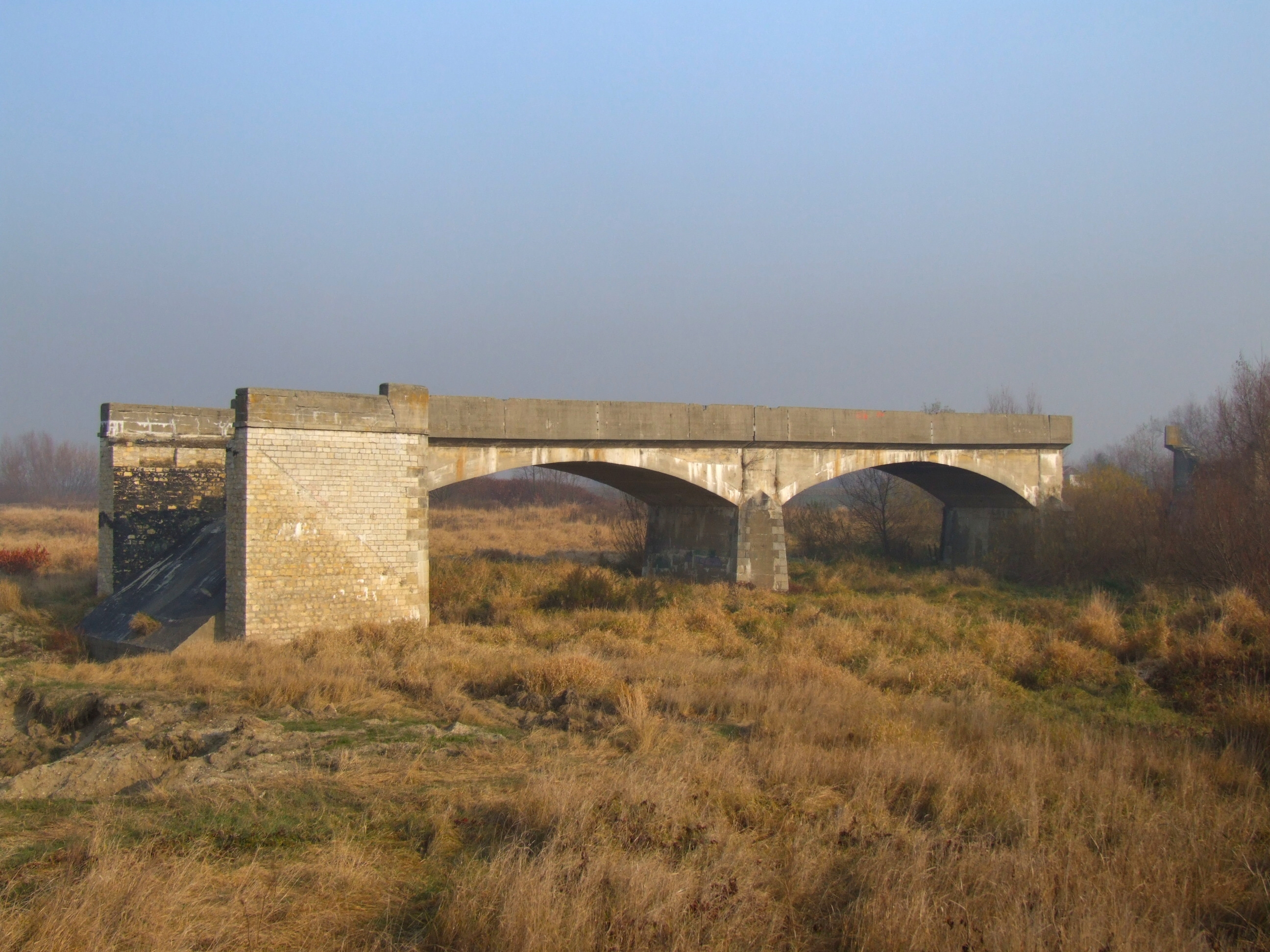
Ruiny mostu nad Odrą

W 1884 roku rozpoczęto budowę mostu w miejscowości. Prace nad nim trwały czternaście miesięcy, a głównym budowniczym był Franz Segeth z Lubomi. Nadzór nad budową sprawował architekt Keil z Wrocławia. Budowę mostu zakończono 16 września 1885 roku. Miał 173 metry długości, 8,4 metra szerokości, opierał się na 10 drewnianych filarach, a koszt całego mostu wyniósł 111 tys. ówczesnych marek niemieckich. W oficjalnym otwarciu tego mostu wzięli udział: Książę Raciborski z rodziną, burmistrz, budowniczowie, architekt, radny Polko oraz tajni radcy prawni z firm Salchow i Dome. Delegacja złożona z siedemnastu osób utworzyła szpaler na powitanie gości, byli to sołtysi i radni z okolicznych wsi. Wjazd na most z obydwu stron udekorowany był flagami: niemiecką, śląską i książęcą z herbem w tle. Most został spalony w 1921 roku przez powstańców śląskich. W 1924 roku na jego miejsce powstał nowy – betonowy most. Z 28 na 29 stycznia 1945 roku podczas II wojny światowej most został wysadzony przez wycofujące się wojska niemieckie, które chciały opóźnić marsz na południe Armii Czerwonej. Zniszczone wtedy zostało główne przęsło mostu, natomiast w latach pięćdziesiątych z rzekomych względów bezpieczeństwa wysadzono kolejne cztery. Po moście zostały więc tylko dwa przyczółki, dwa przęsła i jeden wolnostojący filar.
Pozostałości mostu zostały wpisane do rejestru zabytków 20 sierpnia 2020 (nr rej. A/687/2020).

## Geografia

### Warunki klimatyczne
W Grzegorzowicach klimat jest łagodny poprzez sąsiedztwo z rzeką Odrą oraz poprzez położenie gminy Rudnik przy wylocie Bramy Morawskiej, z której napływają masy wilgotnego i ciepłego powietrza. Średnia roczna temperatura waha się między 7 a 8 °C. W lipcu, który jest najcieplejszym miesiącem temperatura waha się między 17 a 18 °C, a w najzimniejszym – styczniu waha się między –2 a –3 °C. Czas trwania okresu wegetacyjnego wynosi od ok. 210 do 230 dni, a przymrozki trwają od 60 do 100 dni w ciągu roku, pokrywa śnieżna natomiast zalega od 60 do 90 dni. Opad śródroczny oscyluje wokół 600–900 mm. Wiatry są przeważnie słabe, ok. 42% wieje z kierunku zachodniego i południowo-zachodniego przynosząc ciepłe masy powietrza z Europy Zachodniej i basenu Morza Śródziemnego. Średnia prędkość wiatru w ciągu roku wynosi ok. 2,2 m/s. 

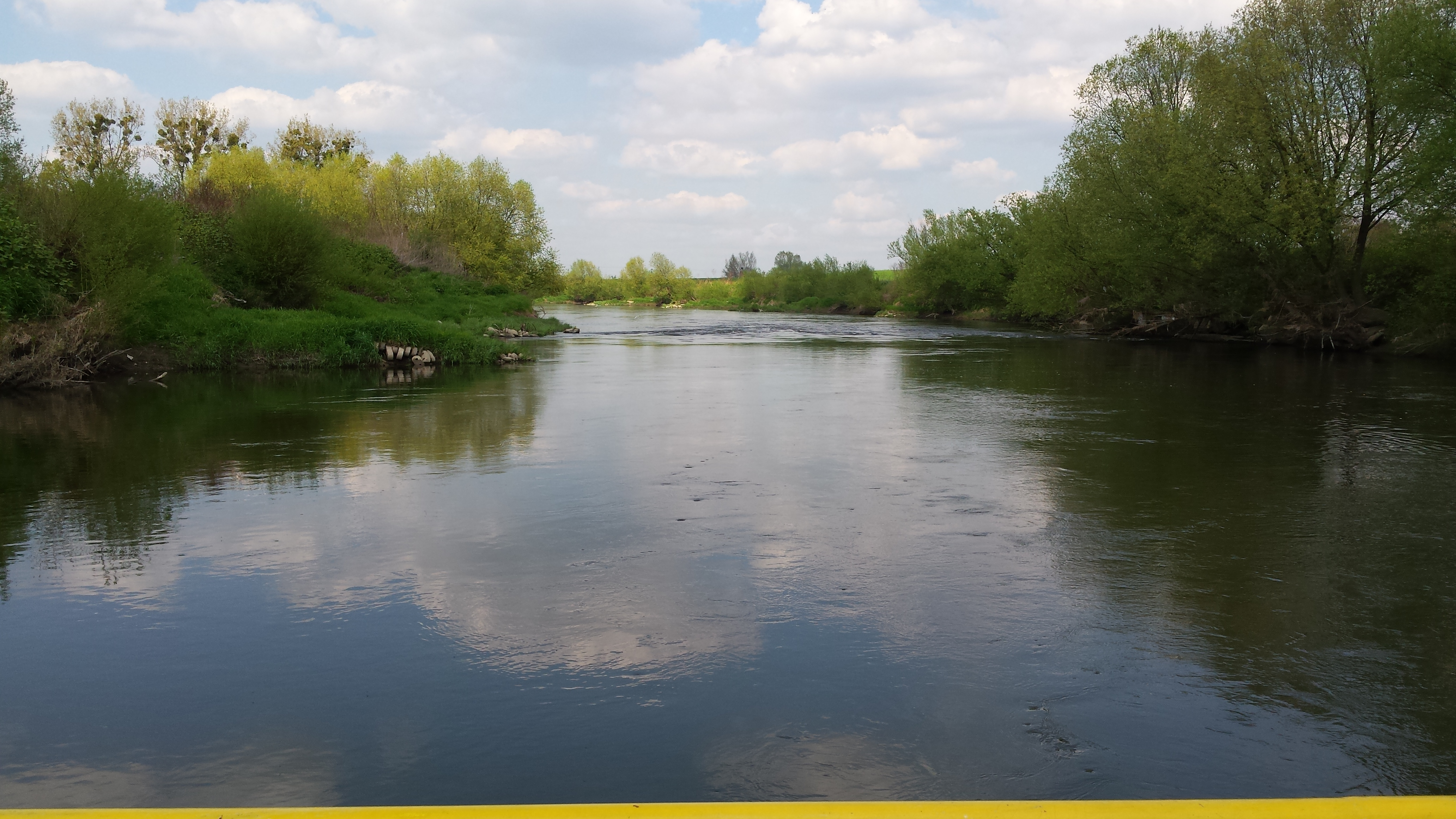
Widok Odry z promu w Grzegorzowicach

### Położenie
Grzegorzowice leżą w Kotlinie Raciborskiej, w południowo-zachodniej części województwa śląskiego, nad Odrą. Położone są na pagórkowatym terenie na lewym brzegu rzeki.
Pod względem administracyjnym wieś należy do gminy Rudnik (leży w jej południowo-wschodniej części) powiatu raciborskiego i województwa śląskiego.
Od północy wieś graniczy z Lasakami, od północnego zachodu ze Sławikowem, a od zachodu z Czerwięcicami. Od południa wieś graniczy z Łubowicami. Od wschodu, przez Odrę miejscowość graniczy z Ciechowicami i Turzem.
W 2004 roku sołectwo miało powierzchnię 5 km², natomiast w 2016 powierzchnia sołectwa wynosiła 4,87 km².

### Warunki naturalne
Grzegorzowice leżą nad Odrą, na jej lewym brzegu. Są otoczone głównie polami uprawnymi. Między Grzegorzowicami, a Łubowicami rozciąga się niewielki las liściasty – „Bucz”. Bucz ma powierzchnię około 4,5 ha. Rosną w nim głównie klony jawory, graby, klony pospolite, buki oraz topole.
Nieopodal miejscowości swoje ujście ma rzeczka Łęgoń, która wypływa jeszcze w raciborskiej dzielnicy Obora. Jest on prawym dopływem Odry.

## Demografia
W 2016 roku w Grzegorzowicach ludność w wieku przedprodukcyjnym na 100 mieszkańców wynosiła 15,85, co uplasowało wieś poniżej średniej w gminie (16,95). Natomiast ludność w wieku produkcyjnym wynosiła 66,03 (średnia w gminie – 66,90), a w wieku poprodukcyjnym – 18,12 (średnia w gminie – 16,25). Stosunek mieszkańców w wieku poprodukcyjnym do mieszkańców w wieku produkcyjnym wynosił 27% (średnia w gminie – 24%). Mediana wieku mieszkańców wynosi 54 lat (średnia w gminie – 47,11).
| Rok  | Liczba ludności | Gęstość zaludnienia [os./km²] |
| ---- | --------------- | ----------------------------- |
| 2004 | 617             | 123,4                         |
| 2011 | 610             | 122                           |
| 2016 | 574             | 117,86                        |

## Zabytki

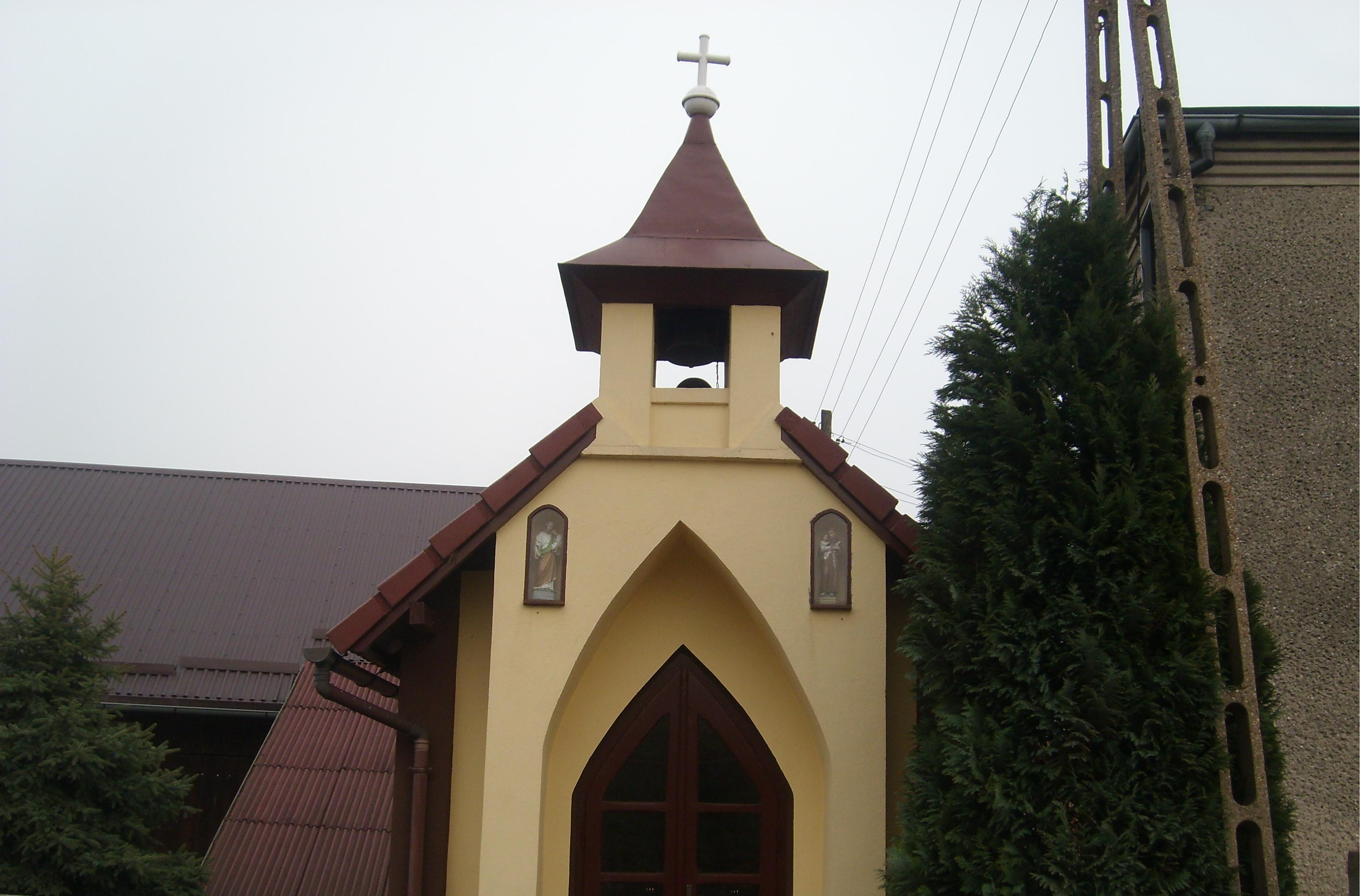
Kapliczka pod wezwaniem św. Judy Tadeusza

Przy ul. Powstańców Śląskich (nr 21b) znajdują się dawny dwór z XIX wieku. Przy tej samej ulicy (nr 46) stoi krzyż kamienny z postacią Chrystusa na postumencie z niszą, w której jest figura Matki Boskiej Bolesnej. Krzyż pochodzi z II połowy XIX wieku. Nieco dalej (nr 56) stoi krzyż pokutny z granitu, który pochodzi z czasów średniowiecza.

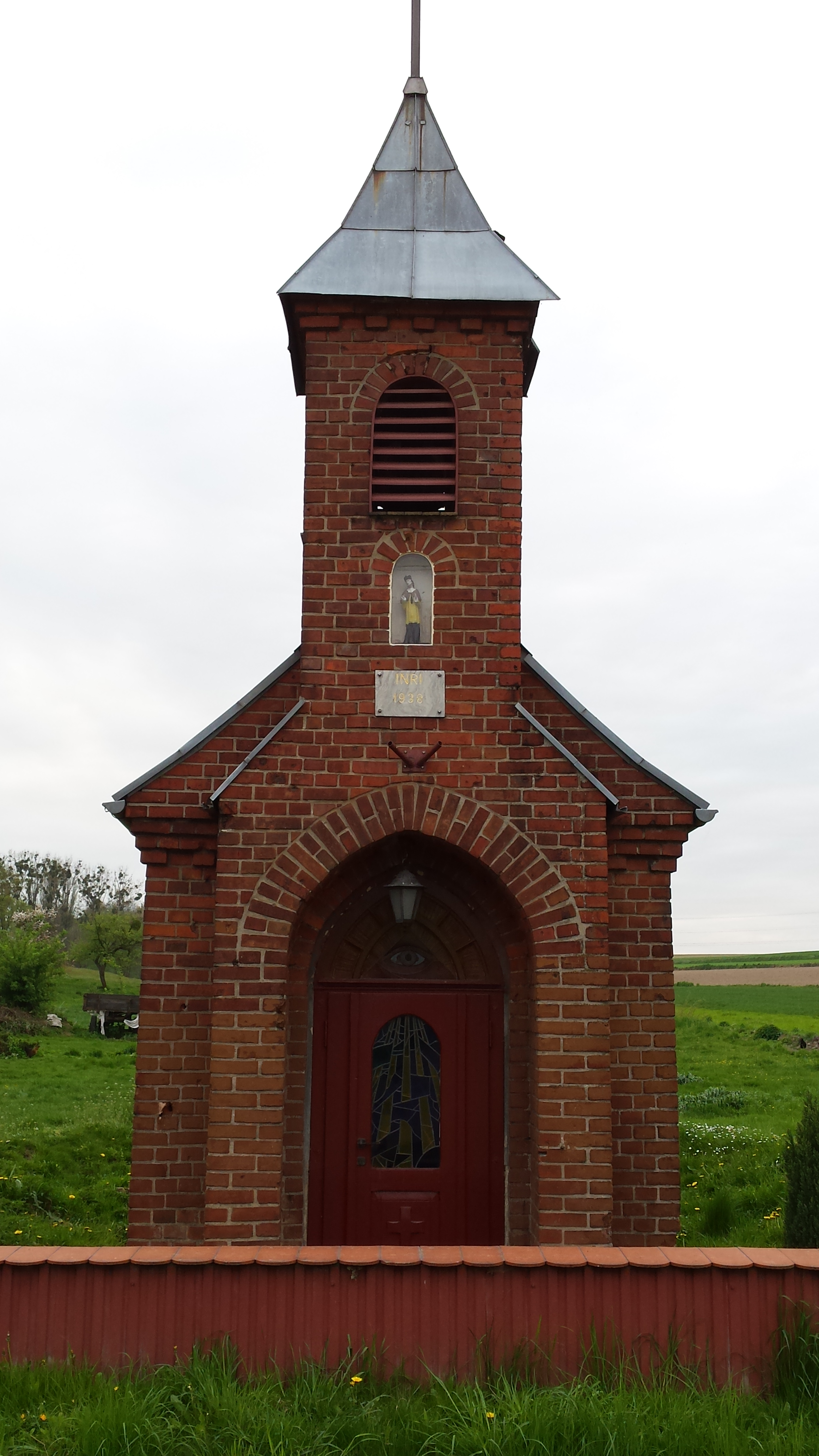
Kaplica na Kolonii Gacki

W Gackach znajduje się kapliczka domkowa, murowana z cegły, która została wybudowana w 1938 roku. Przy ul. Powstańców Śląskich (nr 6) stoi kapliczka domkowa, murowana z cegły, otynkowana. Kapliczka pochodzi z I połowy XIX wieku. Nad jej wejściem znajduje się wnęka z figurą Matki Boskiej. Nieco dalej (nr 7) znajduje się druga kapliczka domkowa, murowana z cegły, otynkowana. Kapliczka pochodzi z I połowy XIX wieku. Przy tej samej ulicy (nr 36) stoi kapliczka domkowa, murowana z cegły, otynkowana. Kapliczka pochodzi z XIX wieku. Nad jej ostrołukowym wejściem znajdują się 2 nisze z figurkami. Wnętrze zdobi duża figura św. Judy Tadeusza Apostoła

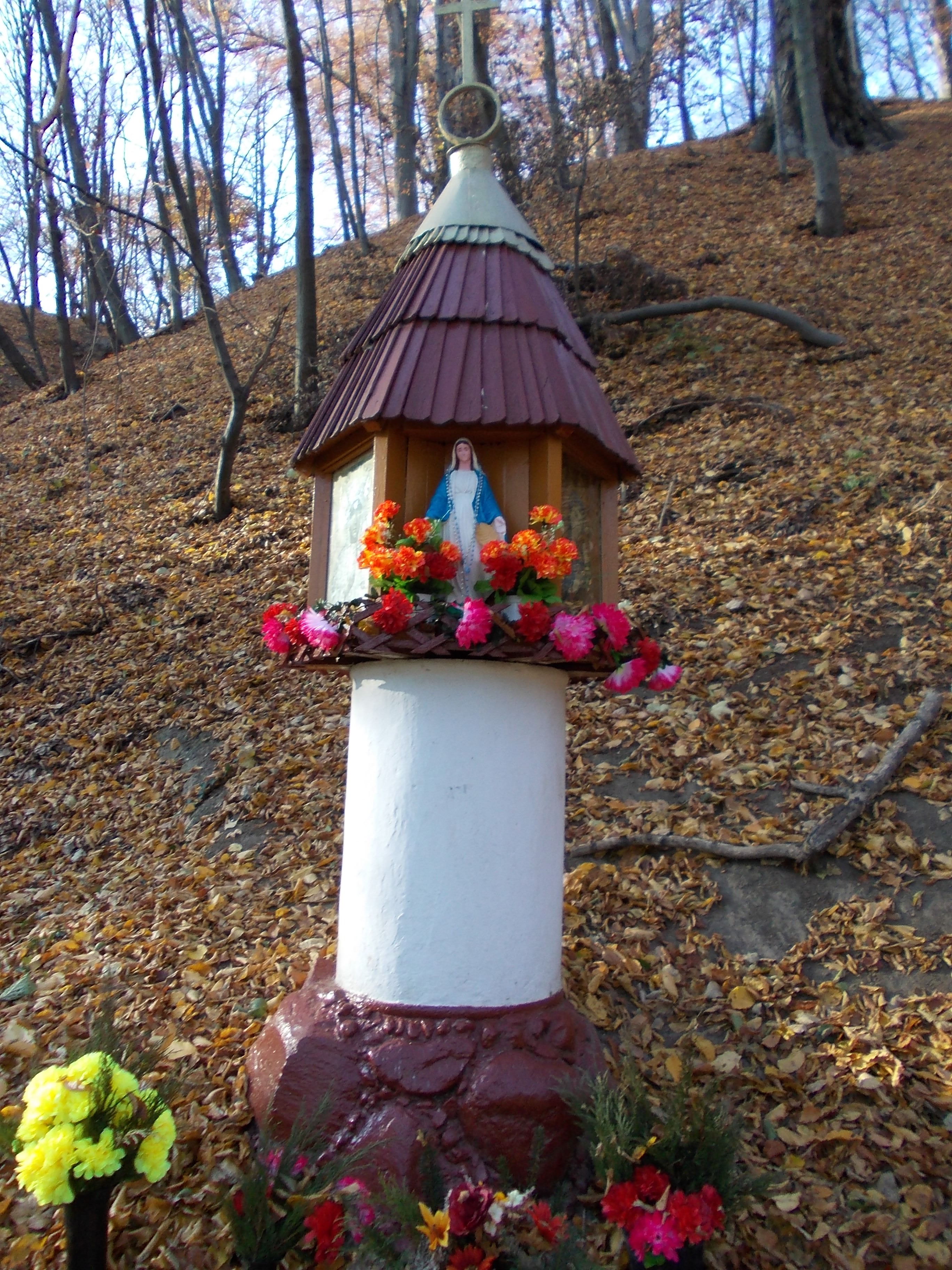
Kapliczka w lesie między Grzegorzowicami a Łubowicami

Oprócz tego we wsi znajdują się ruiny mostu na Odrze wysadzonego przez Wehrmacht w 1945 roku. Most łączył miejscowość z Ciechowicami po drugiej stronie Odry. W okolicznym lesie zwanym „Buczem” stoi kapliczka przydrożna.
Przy drodze do Czerwięcic stoi krzyż przydrożny. Przy drodze do Łubowic w tzw. „Uliczce” stoi krzyż przydrożny. Przy ul. Młyńskiej również stoi krzyż przydrożny.
| Nr ewidencyjny | Obiekt                            | Forma ochrony                      | Adres                       |
| -------------- | --------------------------------- | ---------------------------------- | --------------------------- |
|                | dawny dwór, XIX w.                | wpis do gminnej ewidencji zabytków | ul. Powstańców Śląskich 21b |
|                | kapliczka domkowa, lata 30. XX w. | wpis do gminnej ewidencji zabytków | Kolonia Gacki               |
|                | kapliczka domkowa, XIX w.         | wpis do gminnej ewidencji zabytków | ul. Powstańców Śląskich 36  |
|                | kapliczka domkowa, 1 poł. XIX w.  | wpis do gminnej ewidencji zabytków | ul. Powstańców Śląskich 6   |
|                | krzyż pokutny ok. XIV w.          | wpis do woj. rej. zabytków         | ul. Powstańców Śląskich 33  |
| A/687/2020     | pozostałości mostu na Odrze       | wpis do woj. rej. zabytków         | ul. Odrzańska               |

We wsi znajduje się osiem stanowisk archeologicznych wpisanych do wojewódzkiego rejestru zabytków, w tym pozostałości po osadzie. Oprócz tego znajdują się tutaj dwa stanowiska niewpisane do rejestru, w których odkryto ślad osadniczy z pradziejów, neolitu i średniowiecza.
Przez miejscowość przebiega ponadto Rowerowy Szlak Odry, który kończy się w Kostrzynie nad Odrą.

## Infrastruktura i gospodarka
W miejscowości znajduje się ośrodek zdrowia „Łubowice” oraz apteka, funkcjonuje sklep spożywczo-przemysłowy oraz piekarnia. Znajduje się tutaj ponadto salka DFK – Deutscher Freundschafts Kreis.
Najbliższy urząd pocztowy znajduje się w Rudniku (47-411). Wieś korzysta z ujęcia wody podziemnej znajdującego się pod Rudnikiem, a obsługiwanego przez Zakład Wodociągów i Usług Komunalnych w Rudniku. Grzegorzowice nie mają sieci kanalizacyjnej. Wieś nie jest objęta siecią gazu rozdzielczego, a braki z tym związane zaspokajane są gazem z butli propan-butan.
Gospodarka miejscowości opiera się głównie na rolnictwie. Mieszkańcy uprawiają pszenicę, jęczmień, owies, kukurydzę oraz ziemniaki. Zajmują się także hodowlą, głównie bydła, drobiu i trzody chlewnej.

## Transport
Przez Grzegorzowice przebiega Droga wojewódzka nr 421. Kończy się ona na przeprawie promowej. Ponadto do miejscowości prowadzą drogi powiatowe: S3500 z Brzeźnicy oraz S3518 ze Sławikowa. Z Grzegorzowic-Gacek prowadzi także droga powiatowa S3519, przez Czerwięcice do drogi krajowej nr 45.
W miejscowości znajdują się 4 przystanki autobusowe. Grzegorzowice mają połączenie z Raciborzem, Łanami, Błażejowicami, Sławikowem i Kędzierzynem-Koźlem.
Najbliższe stacje kolejowe to:
- Racibórz (13,4 km)
- Kuźnia Raciborska (9,1 km)
- Nędza (5,2 km)[29]

## Edukacja
W miejscowości znajduje się Szkoła Podstawowa im. Josepha von Eichendorffa, dawniej zespół szkół, na który składała się szkoła podstawowa i gimnazjum. W 2014 roku otwarto przy szkole nową salę gimnastyczną.
W miejscowości znajduje się także samorządowe przedszkole. W przedszkolu i w szkole prowadzone są zajęcia języka niemieckiego mniejszości niemieckiej.
Najbliższe szkoły ponadgimnazjalne znajdują się w Raciborzu oraz Kuźni Raciborskiej.

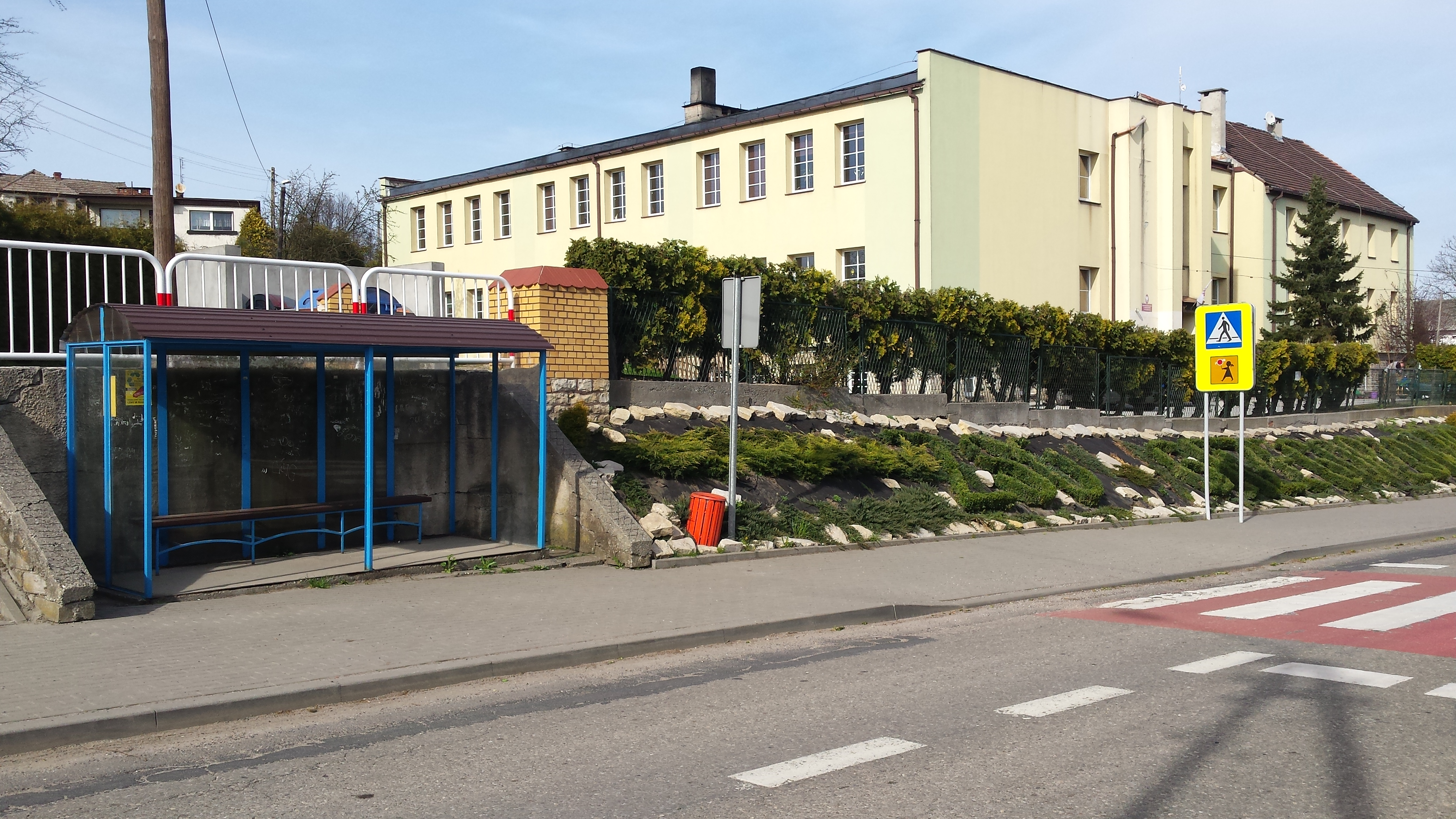
Szkoła Podstawowa w Grzegorzowicach

## Rządzący miejscowości
Miejscowość posiada 2 mandaty radnych w Radzie Gminy Rudnik.

## Klęski żywiołowe

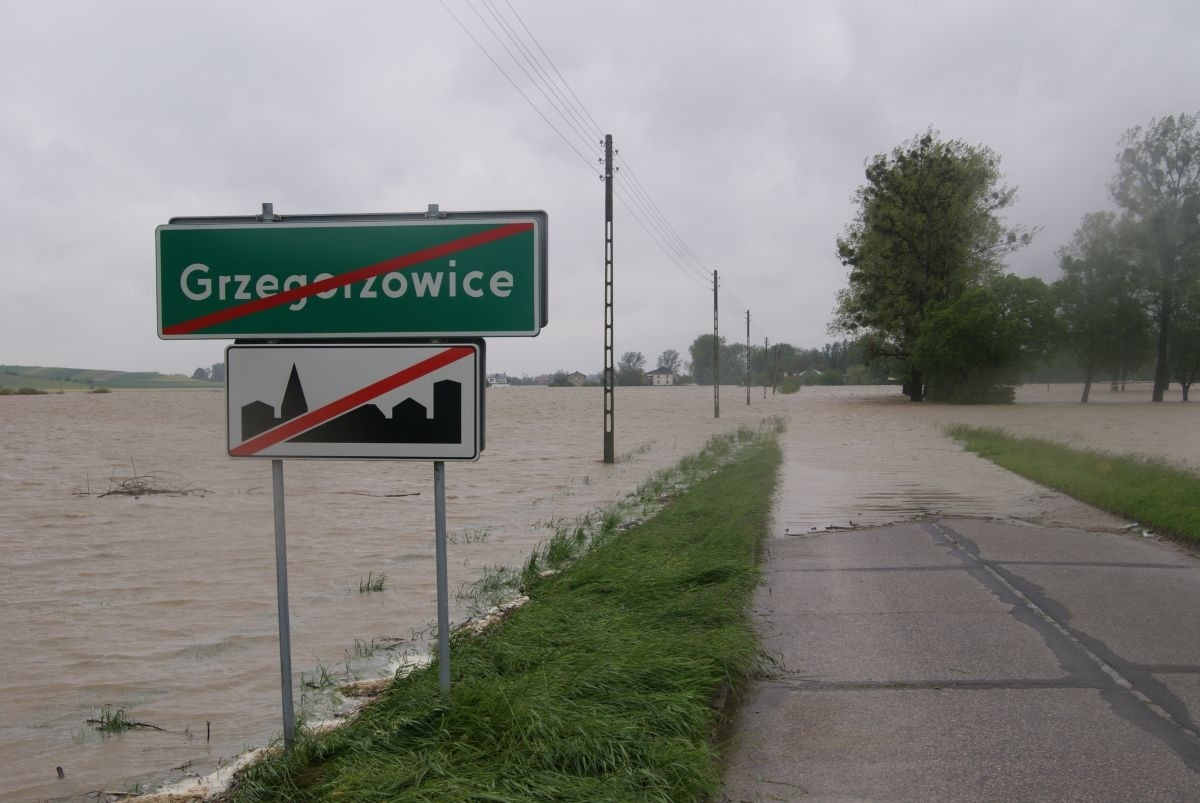
Powódź w Grzegorzowicach w 2010 roku

Grzegorzowice w ostatnich latach nawiedziły dwie wielkie powodzie. Pierwsza miała miejsce w 1997 roku. Woda zalała wtedy ulice: Łąkową, Żabnik, Odrzańską oraz część ulicy Powstańców Śląskich. Zostało wówczas zalane 25% budynków i 40% powierzchni miejscowości. Po tej klęsce żywiołowej zaczęto wznosić wal przeciwpowodziowy. Niestety, w 2010 roku, gdy wał jeszcze nie był ukończony doszło do kolejnej powodzi. Wówczas Grzegorzowice miały już ochronę, lecz sąsiednia wieś Lasaki, nie. Woda wróciła się i zalała dolną część miejscowości. Tym razem ucierpieli głównie mieszkańcy ulic: Łąkowej, Żabnik oraz Odrzańskiej.
Obecnie wał przeciwpowodziowy jest już ukończony. Łączy się on z dalszym ciągiem wałów w województwie opolskim. W miejscu, gdzie droga prowadząca do Ciechowic przecina wał znajduje się tzw. brama szandorowa. Jest ona zamykana w razie niebezpieczeństwa zalania miejscowości przez Odrę.

## Kultura
Głównym ośrodkiem kulturowym w miejscowości jest salka DFK. To stowarzyszenie organizuje wiele imprez kulturalnych. Ponadto w wiosce mieści się biblioteka przy ZSO Grzegorzowice oraz świetlica wiejska.

## Religia

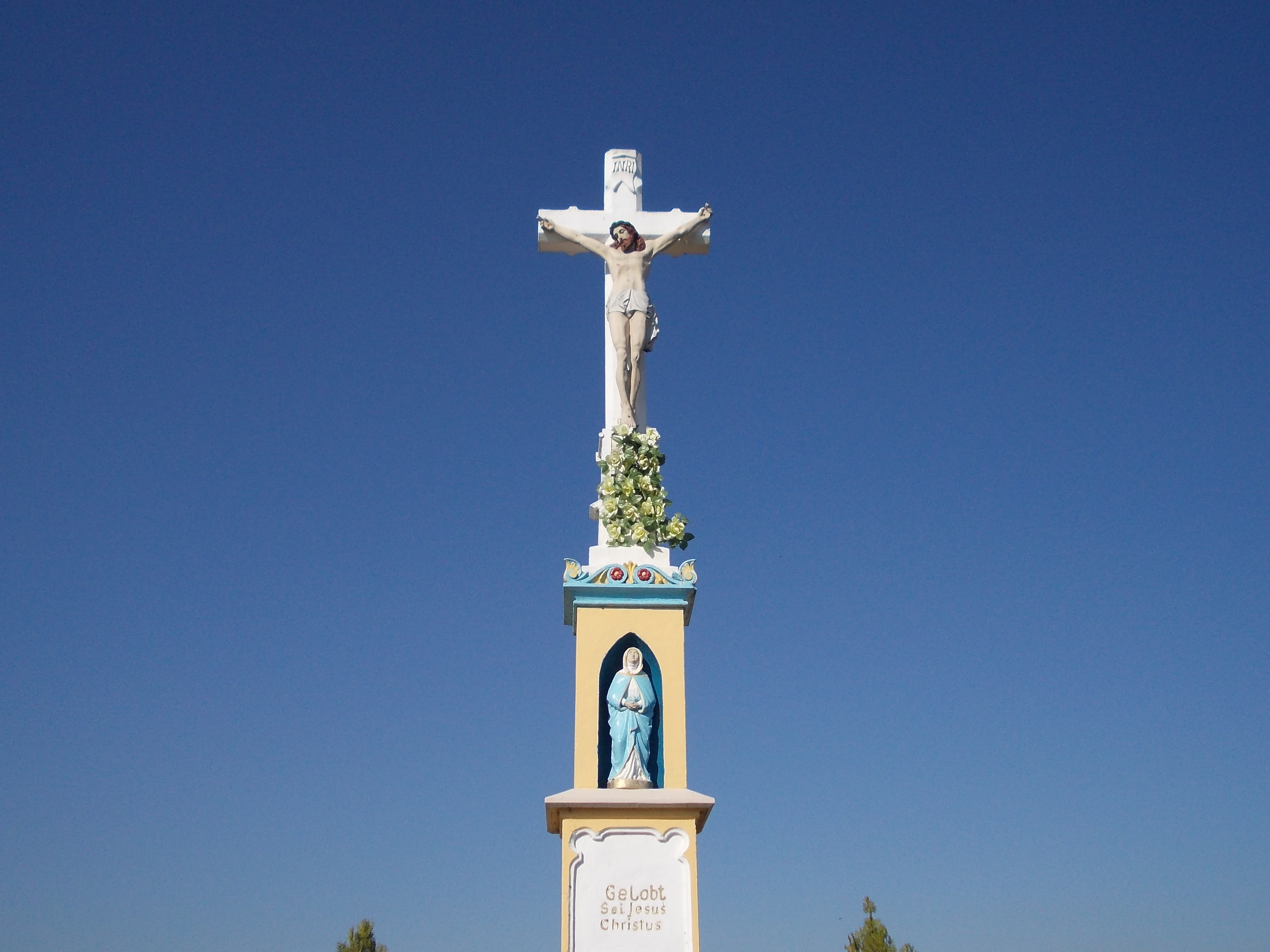
Krzyż przydrożny w tzw. „Uliczce” przy drodze do Łubowic

Wierni Kościoła rzymskokatolickiego należą do parafii Narodzenia Najświętszej Maryi Panny w Łubowicach, do dekanatu Racibórz oraz do diecezji opolskiej. W samych Grzegorzowicach znajdują się trzy kapliczki. Pierwsza jest usytuowana na ulicy Gacki. Kolejne dwie są przy ulicy Powstańców Śląskich. Pierwsza zbudowana w połowie XIX wieku z figurą Matki Boskiej, a druga także z połowy XIX wieku z figurą św. Judy Tadeusza Apostoła.

## Sport
W miejscowości działa klub sportowy LKS Grzegorzowice. Posiada on swoje boisko przy drodze prowadzącej na Lasaki. Został założony przez Karola Piecha, Gerarda Habrom, Edwarda Garbas i Joachima Urbas 29 grudnia 1982 roku. Obecnie klub gra w B-klasie okręgu raciborskigo. Barwy klubu to pomarańcz i błękit.

## Osoby związane z miejscowością
Do osób związanych z Grzegorzowicami należą:
- Sylwia Bileńska – zapaśniczka[37]
- Józef Komor – wieloletni przewoźnik pracujący na promie w Grzegorzowicach[38]
- ks. Jan Dzecko – ksiądz oraz wysłannik księcia raciborskiego Mikołaja do Rzymu[7]
- Adolf von Eichendorff – były właściciel Grzegorzowic[7]